# Heinz Karl Gruber
Heinz Karl "Nali" Gruber (Viena, 3 de enero de 1943), que profesionalmente se hace llamar HK Gruber, es un compositor, director de orquesta, contrabajista y cantante austríaco. Es una figura destacada de la llamada Tercera Escuela vienesa.

## Carrera
Se dice que Gruber es un descendiente (aunque la descendencia no está clara) de Franz Xaver Gruber, compositor del villancico Stille Nacht (Silent Night). Nació en Viena. De 1953 a 1957, Gruber fue miembro del Vienna Boys Choir, adquiriendo su apodo de 'Nali' (por sus ronquidos, según él mismo cree). Estudió en la Vienna Hochschule für Musik, siendo sus maestros de composición Alfred Uhl, Erwin Ratz y Hanns Jelinek, y más tarde Gottfried von Einem, con quien también estudió en privado. En 1961, Gruber se unió al conjunto die reihe como contrabajista y se convirtió en el contrabajista principal de la Vienna Tonkünstler Orchestra en 1963. En 1968, con sus amigos compositores Kurt Schwertsik y Otto M. Zykan y el violinista Ernst Kovacic, cofundó el conjunto 'MOB-art & tone-ART', en parte para interpretar su propio repertorio (que incluía una pieza corta de Gruber, Bossa Nova, que rápidamente se convirtió en una canción de éxito) y en parte la obra de Mauricio Kagel. El conjunto puede considerarse como la cuna de lo que se ha llamado la 'Tercera Escuela vienesa', de la cual Gruber es ahora el representante más conocido.
Al igual que Schwertsik, a Gruber le habían enseñado el estilo post-schoenbergiano de la Segunda Escuela vienesa, pero, también como Schwertsik, rápidamente se adaptó a la tonalidad y a las antiguas tradiciones vienesas. El crítico Paul Driver ha escrito sobre Gruber: «Neorromántico, neotonal, neoexpresionista, neo-vienés: no es ninguna de esas cosas, sino un compositor inteligente (y francamente logrado) que sigue respondiendo a sea cual sea el estímulo musical que se le presente, ya sea highbrow o lowbrow, de 12-tonos o 7-tonos, amargo o dulce».
Gruber había estado componiendo, y también tocando jazz, desde sus días de estudiante, pero alcanzó fama internacional en 1978 con Frankenstein!!, un 'pan-demonium' para chansonnier y orquesta (o gran ensemble) sobre poemas de allerleirausch, una colección de versos infantiles de su amigo, el absurdista y poeta dialectal vienés H.C. Artmann, que interpretó como cantante en todo el mundo en los siguientes años Él y Schwertsik compartieron una función de 'Composers' Portrait' en el Festival de Berlín de 1979, y Gruber ha sido clasificado entre los principales compositores de Austria. Como intérprete (director de orquesta, cantante, bajista) ha estado involucrado en la música de Peter Maxwell Davies, Hanns Eisler y Kurt Weill e hizo notables grabaciones en CD de los últimos dos compositores.
En septiembre de 2009, Gruber fue nombrado compositor/director de la Orquesta Filarmónica de la BBC sucediendo a James MacMillan.

## Obras seleccionadas

### Obras escénicas
- 1966: Die Vertreibung aus dem Paradies, melodrama para narradores e instrumentistas
- 1970-1996: Gomorra, ópera con libreto de Richard Bletschacher
- 1992-1994: Gloria von Jaxtberg (Gloria, a Pigtale), teatro musical de 2 actos para 5 cantantes y 9 músicos de sesión, más arpa
- 2003-2005: Der Herr Nordwind, ópera en 2 partes

### Orquestales
- 1960: Concierto para orquesta, op.3
- 1962-1964: Manhattan Broadcasts, para orquesta ligera;
- 1965: fürbass, Concierto para contrabajo y orquesta
- 1968: Revue for chamber orchestra, op.22 (primer movimiento recompuesto como Vergrößerung para orquesta, 1971)
- 1977: Phantom-Bilder auf dem Spur eines verdächtigen Themas (Imágenes fotográficas sobre el rastro de un tema sospechoso), para pequeña orquesta;
- 1978: Concierto para violín n. ° 1 ‘... aus schatten duft gewebt ...’;
- 1983: Rough Music – Concierto para percusión y orquesta;
- 1983: Charivari - Un diario austríaco para orquesta;
- 1988: Concierto para violín n. ° 2 Nebelsteinmusik, para violín y cuerdas, estrenado por Ernst Kovacic, quien fue solista y director en el estreno con la Vienna Chamber Orchestra el 10 de julio de 1988 en el Festival de San Florian, Sankt Florian, Austria;
- 1989: Cello Concerto, escrito para Yo-Yo Ma, quien dio el estreno mundial con Boston Musica Viva dirigidos por Richard Pittman el 3 de agosto de 1989 en Tanglewood;
- 1998-1989: Aerial, concierto para trompeta y orquesta, escrita para Håkan Hardenberger que estrenó la pieza con la BBC Symphony dirigida por Neeme Jarvi en el Royal Albert Hall, Londres el 29 de julio de 1999 como parte de los BBC Proms;
- 2001: Zeitfluren, Concierto para orquesta de cámara, estrenado por la London Sinfonietta dirigida por el compositor en la Paul Sacher Halle, Basilea  el 9 de noviembre de 2001;
- 2002: Dancing in the Dark, orquesta, estrenada por la Wiener Philharmoniker dirigida por Sir Simon Rattle en el Musikverein, Viena el 11 de enero de 2003;
- 2006: Hidden Agenda para orquesta, estrenada por la BBC Symphony dirigida por el compositor en la KKL Konzertsaal, Lucerna el 20 de agosto de 2006 como parte del Lucerne Festival de 2006;
- 2007: Busking para trompeta solo, orquesta de cuerda y acordeón y dúo de banjo, escrito para el virtuoso sueco Håkan Hardenberger, quien estrenó la pieza con la Amsterdam Sinfonietta dirigida por el compositor en el Muziekgebouw aan 't IJ, Ámsterdam el 17 de mayo de 2008;
- 2003-2005/2010-2011: Northwind Pictures , suite orquestal extraída de la ópera der herr nordwind, estrenada por la Tonkünstler-Orchester Niederösterreich dirigida por Gruber en el Grafenegg Music Festival, cerca de Viena, el 4 de septiembre de 2011. El estreno británico de la obra fue hecho por la BBC Philharmonic dirigida por el compositor en el Bridgewater Hall, Manchester el 3 de febrero de 2012.
- 2010: into The Open ... para percusión y orquesta, estrenado por la BBC Philharmonic dirigida por John Storgårds en el Royal Albert Hall, Londres, como parte de los BBC Proms de 2015.[2]
- 2014-2016: Piano Concerto, estrenado por Emanuel Axy la New York Philharmonic dirigida por  Alan Gilbert en el David Geffen Hall, Nueva York el 5 de enero de 2017.

### Metales
- 1979: Demilitarized Zones, March-Paraphrase para banda de música.

### Vocal y coral
- 1960: Misa para coro y conjunto;
- 1961: 3 Canciones de Rabindranath Tagore, para barítono, conjunto y texto;
- 1976-1977:  Frankenstein!!, un pandemonio para chansonnier y orquesta (u orquesta de cámara) sobre versos de H.C. Artmann (desarrollado a partir del conjunto de voces Frankenstein Suite, 1971)
- 1996: Zeitstimmung para chansonnier y orquesta.

### Conjunto de cámara
- 1960: Suite for 2 pianos, wind instruments and percussion;
- 1963: Trio gioco a tre, para trío con piano op. 12;
- '1968: 'Bossa Nova op. 21;
- An einen Haushalt
- 1972: Die wirkliche Wut über den verlorenen Groschen, para 5 intérpretes;
- 1987: Anagramm, para 6 cellos;
- 1968: 3 Mob Stücke , para 7 instrumentos intercambiables y percusión (versión para trompeta y orquesta arr.. 1999).

### Instrumental
- 4 Pieces for solo violin, op.11;
- 1966-1967: 6 Episoden (aus einer unterbrochenen Chronik), para piano, op.20;
- Bossa Nova, para violín y piano, op.21e;
- 1981: Luftschlösser [Castillos en el aire], para piano;
- Exposed Throat (trompeta sola).